# 1126 Otero
1126 Otero är en asteroid i huvudbältet som upptäcktes den 11 januari 1929 av den tyske astronomen Karl Wilhelm Reinmuth. Dess preliminära beteckning var 1929 AC. Den fick senare namn efter Carolina Otero, (född 1868, död 1965) som var känd som "la belle Otero." Hon samlade stora rikedomar på grund av rika och berömda älskare, som ruinerade sig själva i striden om hennes gunst.
Den tillhör asteroidgruppen Flora.
Oteros senaste periheliepassage skedde den 3 oktober 2021. Dess rotationstid har beräknats till 3,65 timmar.